# ویلا لاتینا
ویلا لاتینا (به ایتالیایی: Villa Latina) یک کومونه در ایتالیا است که در استان فروزینونه واقع شده‌است. ویلا لاتینا ۱۷٫۰ کیلومتر مربع مساحت و ۱٬۲۳۳ نفر جمعیت دارد و ۴۱۵ متر بالاتر از سطح دریا واقع شده‌است.